# Jan Petr Velkoborský
Jan Petr Velkoborský (11. července 1934 Banská Bystrica – 30. listopadu 2012), syn básníka Fráni Velkoborského, byl český překladatel z finštiny a angličtiny. V roce 1959 vystudoval český jazyk a historii na Filozofické fakultě Univerzity Karlovy v Praze, kde od roku 1966 až do 1994 působil jako lektor finské literatury. V letech 1965–1992 pracoval jako redaktor nakladatelství Albatros. Překládal hlavně prózu 21. století a 2. poloviny 20. století, např. dílo Miky Waltariho či Arta Paasilinny.